# O Bobo (filme)
O Bobo é um filme de drama português de 1987, realizado por José Álvaro Morais a partir de um argumento de Morais com colaboração de Rafael Godinho, que adapta excertos da obra homónima de Alexandre Herculano. A longa-metragem é protagonizada por Fernando Heitor, como Francisco, um encenador que relembra o seu amigo de infância (João, interpretado por Luís Lucas) e o papel que desempenhou no seu recém assassinato. A partir desta premissa, O Bobo reflete acerca de temas de identidade nacional e valores pós-Revolução dos Cravos.
A obra estreou no Festival Internacional de Cinema de Locarno a 15 de agosto de 1987, onde se tornou o primeiro filme português a ganhar o prémio Leopardo de Ouro para melhor filme do festival. O Bobo foi distribuído comercialmente em Portugal, por António da Cunha Telles, tendo estreado nas salas de cinema a 4 de janeiro de 1991.

## Enredo
O enredo decorre em Lisboa, quatro anos após a Revolução de 25 de Abril. No abandonado estúdio da Lisboa Filme, o encenador Francisco Bernardes tem levado a cabo, com dificuldade e ao longo de um ano, os ensaios da sua adaptação teatral do romance O Bobo, de Alexandre Herculano. Na peça, que aborda o primeiro rei de Portugal e o desenvolvimento da nação, Francisco interpreta também o papel de Dom Bibas, um espectador oculto das paixões e intrigas.
Enquanto o encenador tenta reatar uma afeição por Rita Portugal, uma atriz de cinema, a relação é perturbada pelo envolvimento de Francisco em intrigas políticas ao aceitar colaborar num negócio de venda de armas, com vista a financiar a sua peça. Fá-lo através de um amigo de infância seu, João. João perdeu todas as ilusões de vanguarda que as promessas da Revolução dos Cravos lhe criaram e abandona um subversivo grupo de extrema-esquerda. Na última semana antes da estreia de O Bobo, em pleno ensaio da cena final, João é assassinado no estúdio. É aberta uma investigação policial sobre o homicídio de João. Numa noite em claro, Francisco e Rita encontram-se para relembrar o amigo e reconstruir os últimos dias de ensaios.

## Elenco
- Fernando Heitor, como Francisco Bernardo e D. Bibas;
  - Dinis Gomes (Francisco em Criança).
- Paula Guedes, como Rita Portugal.[8]
- Luís Lucas, como João;[9]
  - Carlos Farinha (João em Criança).
- Luísa Marques, como Ana Maria e Dulce;
  - Maria de Medeiros (Voz de Dulce).
- Victor Ramos, como Egas Moniz Coelho.

###### Elenco adicional
- João Guedes, como Egas Moniz, o Aio.
- Glicínia Quartín, como Mãe.
- Isabel Ruth, como Ilda e D. Teresa.
- Luís Miguel Cintra, como Conde de Trava.
- Raul Solnado, como Inspetor Aranha.
- José Eduardo, como Orlando.
- Maria Amélia Matta, como Joana.
- Rogério Samora, como Jorge.
- Rão Kyao, como Lidador.
- Pedro Lopes, como Tructezindo e Quim.
- Adelaide João, como Mulher na Taberna.[10]
- Raquel Maria, como Dona da Taberna.
- Virgílio Castelo, como Soldado do Filme.

###### Participação
- Joaquim Leitão, como Camilo.
- Luís Couto, como Martin Eicha.
- Luís Manuel Machado, como Afonso Henriques.
- Miguel Melo, como Membro da Equipa de Cinema.
- Margarida Vila-Nova, como Membro da Equipa de Cinema.
- Pedro Efe, como Dono de Quiosque.

###### Cameos
- Alexandre Delgado O'Neill, como Xaninha.
- António Alçada Baptista, como Advogado.
- António Escudeiro, como Comprador de Armas.
- António Variações, como Caracterizador.
- Arlette Soares, como Francisca, a Criada.
- Carlos Azevedo, como Cavaleiro.
- Carlos Zíngaro, como Violinista.
- Henrique Espírito Santo, como Sr. Valentim.
- Jasmim de Matos, como António-André.
- Jorge Marecos Duarte, como Cavaleiro.
- Lagoa Henriques, como Frei Hilarião.
- Pedro Caldeira Cabral, como Tocador de Alaúde.
- Ruy Cinatti, como Homem dos Cães.

## Equipa técnica
- Realização: José Álvaro Morais.
- Argumento: José Álvaro Morais e Rafael Godinho;
  - Excertos: O Bobo, de Alexandre Herculano.[11]
- Direção de fotografia: Mário de Carvalho;
  - Fotografia adicional: Octávio Espírito Santo e  Acácio de Almeida.[12]
- Montagem: José Nascimento e Luís Sobral.
- Anotação: Olívia Varela-Manolívia.
- Assistentes de realização: Pedro Correia Martins, Manuel João Águas e Alexandre Delgado O'Neill.
- Guarda-roupa: Anahory.
- Caracterização: Alda Ramos, Margarida Cardoso, Paula Raimundo, Maria Gonzaga e Victor Hugo.
- Som: Joaquim Pedro Jacobetty e Vasco Pimentel.
- Mistura de som: Pedro Melo.
- Música: Carlos Zíngaro;
  - Colaboração musical: Carlos Azevedo e Pedro Caldeira Cabral.
- Direção de arte: Jasmim de Matos.
- Direção de produção: Henrique Espírito Santo.

## Produção

### Desenvolvimento
A conceção de O Bobo havia começado quando José Álvaro Morais frequentava ainda a Escola de Cinema em Bruxelas (Bélgica). O argumento adapta a obra homónima de Alexandre Herculano, um romance histórico de 1843, inicialmente publicado na revista O Panorama, que explora o período e as intrigas inerentes da gestação da nacionalidade portuguesa, no Castelo de Guimarães. Para a adaptação de excertos do romance, Morais havia contado com Rafael Godinho, um antigo colaborador do seu período em Bruxelas.
Aproveitando o prestígio obtido com Ma Femme Chamada Bicho, o cineasta recorreu à cooperativa Centro Português de Cinema para apresentar, no final dos anos 70, uma candidatura de apoio financeiro ao Instituto Português do Cinema, que lhe garantiu um subsídio de 1.500 contos (equivalente a 7.500 €). O projeto viria a contar igualmente com o apoio financeiro da Fundação Calouste Gulbenkian. Com o fim do Centro Português de Cinema, José Álvaro Morais fica encarregue da produção de O Bobo, pelo que opta por contratar Henrique Espírito Santo para a função de Diretor de produção.

### Rodagem
A rodagem da longa-metragem, gravada num formato 35 mm, decorreu entre 1979 e 1980, em exteriores de Lisboa e Cascais, bem como nos estúdios da Tobis Portuguesa, com cenários desenhados pelo artista plástico Jasmim. Morais recordou o impacto das limitações financeiras nas gravações: "O filme começou de uma maneira quase suicida, 1.500 contos já naquela altura não davam para coisa nenhuma. Conseguimos pequenos apoios aqui e ali. A rodagem foi interrompida várias vezes e, quando o filme estava finalmente rodado, não havia um tostão para pós-produção".

### Pós-produção
Após a rodagem, o negativo do filme manteve-se retido nos frigoríficos da Tobis Portuguesa, sem que o realizador tivesse acesso ao mesmo. Seis anos depois, António da Cunha Telles assume as responsabilidades de produtor e, aumentando o orçamento para 2.375 contos, possibilita que se avance para a montagem. Nesta fase, o processo de edição de som revelou-se exigente, levando a a equipa a refazê-lo por completo. A montagem foi particularmente apressada, para que O Bobo pudesse integrar a seleção do Festival Internacional de Cinema de Locarno. Mesmo após a estreia neste evento, Vasco Pimentel continuou a colaborar com o realizador que, demonstrando o seu perfeccionismo, pretendia retomar arranjos de som e escrever novos diálogos.

## Temas e estética
A estrutura do enredo de O Bobo resulta da interseção de géneros, cinema, teatro, períodos históricos e música, ao longo de duas linhas narrativas principais: uma histórica e teatral (a encenação de uma peça adaptada do romance de Herculano) e outra contemporânea e realista (o envolvimento dos profissionais da peça com ativistas de extrema-esquerda). A narrativa assume assim uma ambiguidade de enredos, que fora influenciada em particular por L’Homme au Crâne Rasé (André Delvaux, 1965), um dos filmes de rutura do movimento de nouvelle vague belga. As duas narrativas principais da longa-metragem unem-se na reflexão da temática de fundação da nacionalidade e reapropriação da identidade portuguesa ao contrapor a transformação social e cultural do período de nascimento de Portugal com o do fim do império colonial em África. Cinéfilos têm também discutido o modo como o realizador faz uso da linguagem cinematográfica para articular visualmente estes enredos e temas, seja através de movimentos de câmara, mise-en-scène surrealista, junção ritmada de takes e raccords (como a apresentação de um pôr do sol após uma cena em que o falso e kitsch sol do cenário da peça de teatro se põe também).
A busca identitária é um dos temas do cinema de José Álvaro Morais, que em O Bobo se une a muitos outros elementos característicos do cineasta,  como a construção de personagens masculinas de orientação sexual ambígua, as figuras recorrentes que são os marinheiros que surgirão a dançar em Zéfiro e a predominância do aspeto antigo de Lisboa. De facto, apesar da grande utilização de estúdio, José Álvaro Morais assume um gosto por filmar em décors urbanos lisboetas facilmente identificáveis, sem os tentar dissimular, uma tendência do cinema português da altura.
O Bobo é particularmente citado pelo modo como introduz o teatro no cinema. Desconstruindo o artifício, Morais opta por manter, em planos da narrativa contemporânea, a câmara tendencialmente fixa e é nos planos teatrais que, por oposição, a câmara se movimenta mais energeticamente. Discutindo este aspeto, José Álvaro Morais comentou as suas inspirações: "Um fenómeno aliciante para mim (…) foi o descobrir o cinema novo alemão, com os Syberberg e os Schroeter, e assistir à emergência de toda uma leitura teatralizante da representação de cinema que era, até aí, impensável. Ou, pelo menos, há décadas que o era. E que, de repente, com o Ludwig: Requiem para um Rei Virgem (Syberberg, 1972), se tornou óbvia. Era uma maneira de fazer cinema, como continua a sê-lo, com o pouco dinheiro de que dispomos (…) em Portugal. É um modo de não ficarmos paralisados perante o modelo da narrativa tradicional". Acerca da sua abordagem a estas influências, Morais conclui "O Paulo (Rocha) costumava dizer-me uma coisa que quase me ofendia. Era: 'Porque é que o senhor não faz teatro?' Ora, O Bobo é o contrário do teatro". Neste sentido, Miguel Gomes defendeu que a longa-metragem "representa o clímax do elemento antinaturalista do cinema português. (...) Tudo é operístico em O Bobo."

## Distribuição

### Lançamento
Em 1987, em pleno processo de montagem, José Álvaro Morais foi surpreendido com a seleção d'O Bobo para o Festival Internacional de Locarno: "foi uma aposta absoluta do então director artístico do Festival que era o David Streiff, que viu o filme na mesa de montagem quando eu e o Vasco Pimentel estávamos ainda a fazer a banda sonora (...). E o David seleccionou o filme." A apresentação do filme estava agendada para dia 8, mas viria a estrear apenas a 15 de agosto de 1987. "Eu nunca acreditei que estivesse pronto a tempo, chegou no último dia, teve duas projecções adiadas no calendário, o que eu acho que é uma coisa nunca vista num festival" (Morais).
Em Portugal, a Cinemateca Portuguesa (Lisboa) ante-estreou O Bobo a 31 de outubro de 1987. O filme viria a ter distribuição comercial, por António da Cunha Telles, apenas quatro anos depois, altura em que estreou nos cinemas King e São Luiz, a 4 de janeiro de 1991.
A 2 de setembro de 2005, dia de aniversário de José Álvaro Morais, a Atalanta Filmes lançou em DVD uma edição de três discos da obra integral do realizador, na qual consta O Bobo. Os DVDs incluem depoimentos de colaboradores e atores que trabalharam com o cineasta, como Agustina Bessa-Luís e Luís Miguel Cintra, entre outros.

### Festivais
A longa-metragem foi selecionada para inúmeros festivais e mostras de cinema, de entre os quais se destacam os seguintes:
- 40º Festival Internacional de Cinema de Locarno, Competição (Suíça, 15 de agosto de 1987);[24]
- Festival Internacional de Cinema de Roterdão (Holanda, 1988);[25]
- Festival de Cinema de Munique (Alemanha,1988);[26]
- 15ª Mostra Internacional de Cinema de São Paulo (Brasil, outubro de 1991);[12]
- Thessaloniki International Film Festival (Grécia, 12 de novembro de 1999);
- Viennale (Áustria, 2012);[7]
- LEFFEST (Portugal, 2015);[6]
- TABAKALERA: International Centre for Contemporary Culture (Espanha, 24 de março de 2016).[19]

## Receção

### Crítica

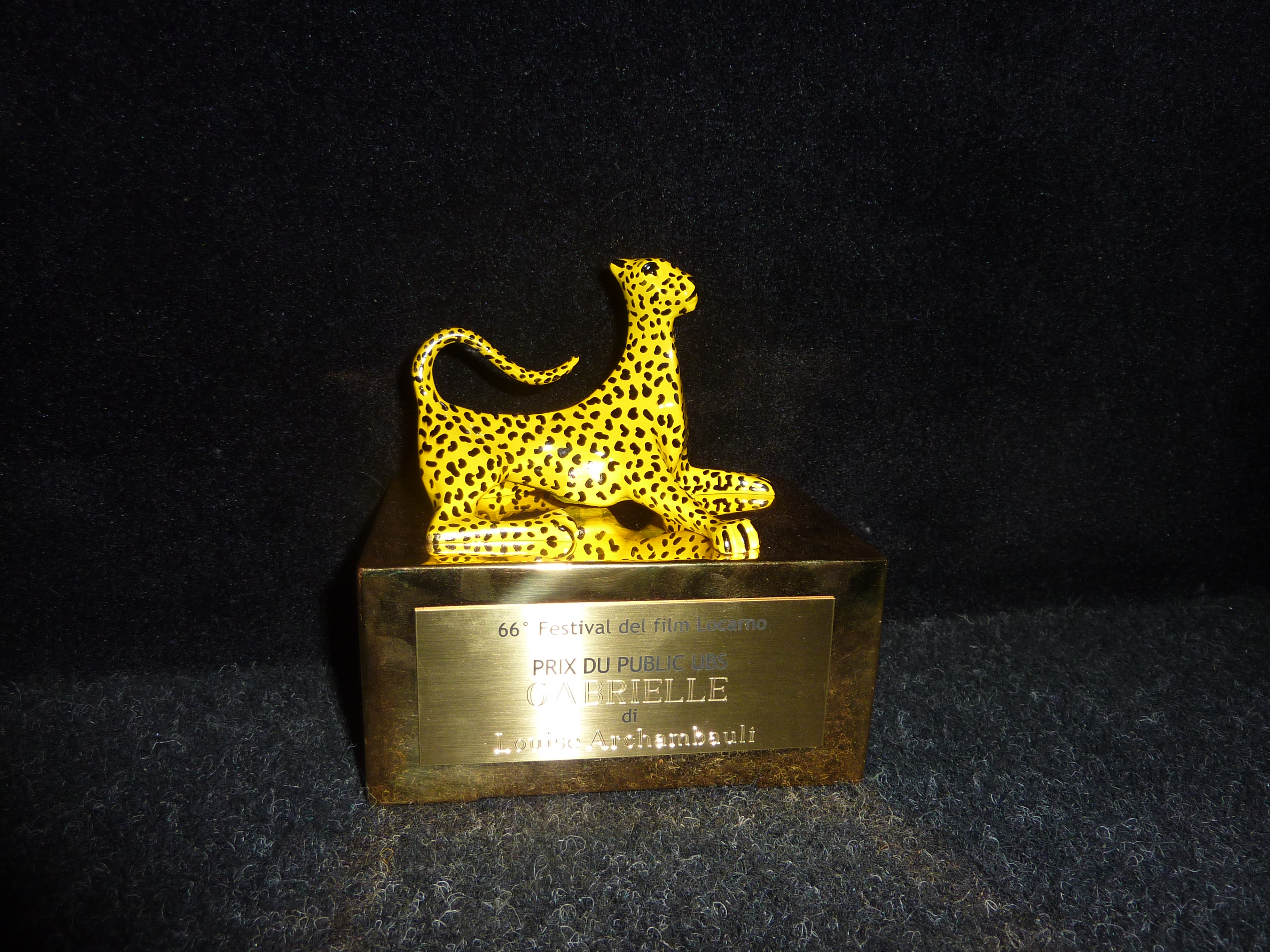
O Bobo tornou-se o primeiro filme português premiado com o Leopardo de Ouro.

O filme foi muito bem recebido pela crítica internacional, tendo sido galardoado, aquando a sua estreia no Festival de Locarno, com o Leopardo de Ouro, o Prémio da Confederação Internacional do Cinema de Arte e Ensaio. Acerca da obra, Jonathan Rosenbaum escreveu no Chicago Reader que, apesar do seu desconhecimento da cultura e história portuguesas, surpreendeu-se com "a beleza da mise-en-scène e da fotografia de Mário de Carvalho e a graça com que Morais negoceia entre diferentes tempos e modos de narração", concluindo que "O Bobo oferece uma visão complexa e multifacetada da contenção revolucionária que vale a pena acompanhar". Os editores da Time Out concordam com a dificuldade em acompanhar as referências históricas portuguesas para um estrangeiro, mas consideram que O Bobo recompensa a paciência dos espectadores pelo modo como compõe "uma imagem vívida da jovem intelectualidade de Lisboa em 1978", contrapondo as vidas dos personagens dentro e fora das "cenas no palco, desenhadas suntuosamente, o suficiente para relembrar o apogeu de Michael Powell". Amy Taubin (The Village Voice) elogia a realização e a montagem da longa-metragem: "Correspondendo movimentos barrocos de câmera com uma edição irregular, O Bobo consegue arrastar o espectador consigo e simultaneamente e deixá-lo um ligeiramente desequilibrado".
Em Portugal, o filme foi igualmente bem recebido pela crítica. Em 2019, a Filmspot reuniu um júri de profissionais ligados ao cinema português, de entre os quais o realizador António Borges Correia e o crítico Ricardo Gross consideraram O Bobo a melhor longa-metragem portuguesa de sempre.  Gross, no livro de compilação O Cinema Não Morreu: Crítica e Cinefilia À pala de Walsh, argumenta que "O Bobo tem a transcendência cunhada pela sua atribulada produção de uma década, e fez dessas dificuldades a sua força específica. Chama-se o milagre da montagem, e o modo como José Nascimento (imagem) e Vasco Pimentel (som, música) cozeram este O Bobo tem por resultado a superação da sua natureza estilhaçada ao se atingir algo que é muito mais relevante e definitivo". O cineasta Miguel Gomes também se demonstrou um grande admirador da montagem de som do filme: "impressionou-me tanto que contratei o Vasco Pimentel como engenheiro de som dos meus próprios filmes, depois de ter passado anos a trabalhar com José Álvaro Morais para criar a incrível sinfonia monoaural para aquele filme". Gabriel Margarido Pais (Comunidade Cultura e Arte) afirma: "Na história do cinema português não existe nenhum outro filme como O Bobo. É um filme que explora ao máximo todas as armas da linguagem do cinema seja o cenário, o ritmo da fala, a vestimenta, o conflito, etc, tornando este filme numa aproximação real da arte total, que não se define apenas como filme, mas como algo muito superior a isso mesmo".

### Audiência
Ao contrário do que seria expectável, O Bobo não beneficiou, em termos de audiência nacional, da conquista do Leopardo de Ouro e do sucesso internacional. Pelo contrário, sobrepôs-se a imagem do realizador subsidiado que demorou sete anos a terminar um filme o que, entre outros constrangimentos de distribuição, levaram a que o filme totalizasse apenas 678 espectadores no seu ano de estreia em Portugal.